# Grand Prix d'été de saut à ski 2012
Navigation
Édition précédente Édition suivante
L'édition 2012 du Grand Prix d'été de saut à ski s'est déroulée du 19 juillet au 3 octobre 2012.
Pour la première fois, des Grands Prix d'été féminins sont organisés, à Courchevel, Hinterzarten puis Almaty, pour un total de quatre concours.
À Courchevel et Hinterzarten, se déroulent également pour la première fois des concours par équipe mixte, où les équipes par nations sont composées de deux hommes et deux femmes. Le premier concours de ce type se tient à Courchevel le 14 août 2012, c'est le tout premier concours sous ce format, avant celui qui lancera à Lillehammer la saison de Coupe du Monde 2013 hommes et femmes, et celui qui se tiendra à Predazzo le février 2013 pour les championnats du monde de ski nordique 2013.

## Grand Prix masculin

### Résultats
| Date              | Lieu         | Premier                                                               | Deuxième                                                        | Troisième                                                                          |
| ----------------- | ------------ | --------------------------------------------------------------------- | --------------------------------------------------------------- | ---------------------------------------------------------------------------------- |
| 20 juillet 2012   | Wisła        | Slovénie - Jurij Tepeš - Robert Hrgota - Peter Prevc - Robert Kranjec | Pologne - Piotr Żyła - Kamil Stoch - Dawid Kubacki - Maciej Kot | Allemagne - Andreas Wank - Maximilian Mechler - Michael Neumayer - Richard Freitag |
| 21 juillet 2012   | Wisła        | Maciej Kot                                                            | Simon Ammann                                                    | Wolfgang Loitzl                                                                    |
| 15 août 2012      | Courchevel   | Reruhi Shimizu                                                        | Andreas Wank                                                    | Tom Hilde                                                                          |
| 19 août 2012      | Hinterzarten | Andreas Wank                                                          | Reruhi Shimizu                                                  | Lukas Hlava                                                                        |
| 25 août 2012      | Hakuba       | Andreas Wank                                                          | Simon Ammann                                                    | Noriaki Kasai                                                                      |
| 26 août 2012      | Hakuba       | Andreas Wank                                                          | Jurij Tepeš                                                     | Dawid Kubacki                                                                      |
| 22 septembre 2012 | Almaty       | Jurij Tepeš                                                           | Anders Fannemel                                                 | Tom Hilde                                                                          |
| 23 septembre 2012 | Almaty       | Taku Takeuchi                                                         | Jurij Tepeš                                                     | Anders Bardal                                                                      |
| 30 septembre 2012 | Hinzenbach   | Maciej Kot                                                            | Severin Freund                                                  | Taku Takeuchi                                                                      |
| 3 octobre 2012    | Klingenthal  | Severin Freund                                                        | Taku Takeuchi                                                   | Thomas Morgenstern                                                                 |

## Grand Prix féminin

### Classement final
| Place | Sauteuse                   | Pays      | Points |
| ----- | -------------------------- | --------- | ------ |
| 1     | Sara Takanashi             | Japon     | 355    |
| 2     | Alexandra Pretorius        | Canada    | 249    |
| 3     | Daniela Iraschko           | Autriche  | 568    |
| 4     | Carina Vogt                | Allemagne | 154    |
| 5     | Irina Avvakumova           | Russie    | 888    |
| 6     | Katja Požun                | Slovénie  | 144    |
| 7     | Maja Vtič                  | Slovénie  | 118    |
| 8     | Ayumi Watase               | Japon     | 116    |
| 9     | Jacqueline Seifriedsberger | Autriche  | 110    |
| 10    | Ulrike Grässler            | Allemagne | 106    |

### Résultats
| Date              | Lieu         | Premier             | Deuxième         | Troisième                  |
| ----------------- | ------------ | ------------------- | ---------------- | -------------------------- |
| 15 août 2012      | Courchevel   | Alexandra Pretorius | Daniela Iraschko | Jacqueline Seifriedsberger |
| 17 août 2012      | Hinterzarten | Daniela Iraschko    | Sara Takanashi   | Carina Vogt                |
| 22 septembre 2012 | Almaty       | Sara Takanashi      | Katja Požun      | Alexandra Pretorius        |
| 23 septembre 2012 | Almaty       | Sara Takanashi      | Irina Avvakumova | Alexandra Pretorius        |

## Grand Prix mixte par équipes

### Résultats
| Date         | Lieu         | Premier                                                                                             | Deuxième                                                                       | Troisième                                                                                  |
| ------------ | ------------ | --------------------------------------------------------------------------------------------------- | ------------------------------------------------------------------------------ | ------------------------------------------------------------------------------------------ |
| 14 août 2012 | Courchevel   | Japon - Yūki Itō - Sara Takanashi - Noriaki Kasai - Yuta Watase                                     | Allemagne - Katharina Althaus - Ulrike Grässler - Pascal Bodmer - Andreas Wank | Autriche - Jacqueline Seifriedsberger - Daniela Iraschko - David Zauner - Michael Hayboeck |
| 18 août 2012 | Hinterzarten | Autriche - Jacqueline Seifriedsberger - Daniela Iraschko - Michael Hayboeck - Gregor Schlierenzauer | Japon - Sara Takanashi - Kaori Iwabuchi - Reruhi Shimizu - Yuta Watase         | Allemagne - Ulrike Grässler - Carina Vogt - Richard Freitag - Andreas Wank                 |